# Hässlen
Hässlen este o arie protejată (arie specială de conservare — SAC, sit de importanță comunitară — SCI) din Suedia întinsă pe o suprafață de 10,8 ha, integral pe uscat.

## Localizare
Centrul sitului Hässlen este situat la coordonatele 60°16′07″N 16°14′51″E / 60.2687°N 16.2476°E.

## Înființare
Situl Hässlen a fost declarat sit de importanță comunitară în ianuarie 1998 pentru a proteja un număr necunoscut de specii din flora spontană și fauna sălbatică aflate în arealul zonei. Situl a fost protejat și ca arie specială de conservare în martie 2011.

## Biodiversitate
Situată în ecoregiunea boreală, aria protejată conține 1 habitat natural: Pajiști din zone de pădure fino-scandinave.
La baza desemnării sitului se află un număr nedeclarat de specii protejate.